# 青木和雄の昼までえぇやん!
『青木和雄の昼までえぇやん!』（あおきかずおのひるまでえぇやん）は、ラジオ大阪で2015年3月30日から2019年3月29日まで放送された生ワイド番組。毎日放送出身のフリーアナウンサー・青木和雄の冠番組である。

## 概要
前番組『中井雅之のハッピーで行こう!』のコンセプトと、ラジオ大阪で土曜日の午後に放送してきた『青木和雄の土曜がいちばん!』の内容を引き継ぎながら、関西地域の情報を「えぇやん！」という言葉にして「選りすぐって」伝える番組であった。
しかし、2019年4月改編によって、番組が終了するとともに、新たに始まった『"新しいおとな"の朝に!ハッピー・プラス』の放送時間が8:00-11:30になったため、これまで続いていたラジオ大阪の平日の午前中のワイド番組枠（9時台から11時台の枠）が消滅した。

## 放送時間
- 平日 9:00-11:24

## 出演者

### パーソナリティ
- 青木和雄

### アシスタント
- 月曜・火曜:藤原麻友美（2018年1月-2019年3月）[2]
- 月曜・火曜:倉森ひとみ（2015年4月-2016年3月）
- 月曜・火曜:中倉真梨子（2016年4月-2017年12月）
- 水曜・木曜:宮本真由美（2015年4月-2016年3月）
- 水曜・木曜:牧野晴歌（2018年1月-2019年3月）
- 金曜:林優子（2015年4月-2016年3月）
- 金曜:南かおり（2016年4月 - 2019年3月）※後継番組の『ハッピー・プラス』（2019年4月1日から平日の8:00 - 11:30に生放送）でも、月・火曜日のパーソナリティを担当。

## コーナー
- 今朝の気になる話題。青木のコレ！
- 日本一楽しいエリアのとれたて情報「関西おもろっ！」
- 新品・新店・新登場! ?こんなん出ましたけど！
- えぇやん！ピープル
- みんなの意見はどうなってるの？「えぇやんランキング！」
- 青木和雄の新作ムービー紹介「映画の窓」

ほか

### 過去のコーナー
- 今朝のフォーカス ?毎朝の気になるニュース?
- えぇやん!スポーツ
- 新品・新店・新登場! ?新しモノ好きいらっしゃい?

### 番組内の箱番組
- 氷川きよし節（QR制作）

## 公式サイト
- 「青木和雄の昼までえぇやん!」公式サイト

| ラジオ大阪 月-金 9:00 - 11:24             | ラジオ大阪 月-金 9:00 - 11:24 | ラジオ大阪 月-金 9:00 - 11:24                                              |
| 前番組                                    | 番組名                        | 次番組                                                                     |
| ----------------------------------------- | ----------------------------- | -------------------------------------------------------------------------- |
| 中井雅之のハッピーで行こう! ※9:00 - 11:40 | 青木和雄の昼までえぇやん!     | ハッピー・プラス ※8:00 - 11:30                                             |
| ラジオ大阪 月-金 11:24 - 11:34            |                               |                                                                            |
| 中井雅之のハッピーで行こう! ※9:00 - 11:40 | 青木和雄の昼までえぇやん!     | 聖教新聞 Presents 渡辺徹 家族の時間 ※11:24-11:30 氷川きよし節 ※11:30-11:40 |